# John Raphael
Pour les articles homonymes, voir Raphaël.

b Matchs officiels uniquement.
John Edward Raphael, dit Jack Raphael, est un joueur de rugby à XV et de cricket anglais né le 30 avril 1882 à Bruxelles en Belgique et mort le 11 juin 1917 à la suite de blessures reçues à la bataille de Messines près d'Ypres.
En rugby à XV, ce centre compte neuf sélections avec l'équipe d'Angleterre, pour laquelle il marque un essai. En cricket, il dispute soixante-dix-sept rencontre first-class entre 1901 et 1913 en tant que batteur, en particulier avec London County, le Surrey, Oxford University et le Marylebone Cricket Club.

## Biographie

### Jeunesse et éducation
John Raphael naît le 30 avril 1882 à Bruxelles, en Belgique. Il est éduqué d'abord à Merchant Taylors (Cité de Londres), puis à l'université d'Oxford. Il représente l'école et l'université à la fois en rugby à XV et en cricket.

### Carrière de rugby à XV
Il honore sa première cape internationale en équipe d'Angleterre le 11 janvier 1902 contre l'équipe du pays de Galles. Il dispute sa dernière rencontre internationale avec l'Angleterre le 22 mars 1906 contre la France au Parc des Princes. En 1910, il est le capitaine de la seconde Lions britanniques qui part en tournée en tournée en Argentine alors qu'une équipe fait dispute déjà des matchs en Afrique du Sud. Cette tournée bis voit l'équipe d'Argentine disputer le premier test match de son histoire.

### Carrière en cricket
John Raphael débute en first-class cricket en tant que batteur avec London County en 1901. Il n'est pas sélectionné pour jouer à ce niveau avec Oxford University Cricket Club lors de sa première année à l'Université d'Oxford mais, à la suite d'une bonne performance avec le Surrey, l'est en 1903. Il fait encore partie de l'équipe qui affronte Cambridge University les deux années suivantes. Il est un temps capitaine du Surrey en 1904. Il dispute la dernière de ses soixante-dix-sept rencontres first-class en 1913.
| First-class             |             |
| London County           | 1901 - 1902 |
| Surrey                  | 1903 - 1909 |
| Oxford University       | 1903 - 1905 |
| Marylebone Cricket Club | 1905 - 1913 |

### Première Guerre mondiale
Lieutenant dans le King's Royal Rifle Corps au cours de la Première Guerre mondiale, John Raphael est touché au front le premier jour de la bataille de Messines. Il meurt quatre jours plus tard, à l'âge de 35 ans.

## Statistiques

### En équipe d'Angleterre de rugby à XV
- 9 sélections en équipe d'Angleterre de 1902 à 1906
- 1 essai (3 points)
- Sélections par année : 3 en 1902, 3 en 1905, 3 en 1906
- Tournois britanniques disputés : 1902, 1905, 1906